# Katalin Kováts
Pour les articles homonymes, voir Kovats.
Katalin Kováts, née à Budapest le 16 octobre 1957, est une espérantiste, linguiste, et mathématicienne hongroise, qui réside aux Pays-Bas.

## Biographie
En plus de l'espéranto (appris en 1976) et du hongrois, Katalin Kováts parle l'anglais, l'italien, le français et le néerlandais. Sa thèse porte sur la valeur propédeutique de l'espéranto. Elle occupe un poste de linguistique appliquée dans une université hongroise. Professeure d'espéranto, elle enseigne cette langue dans des séminaires à travers le monde. Elle contribue au magazine Monato (mois en espéranto) depuis 1994 et est rédactrice en chef adjointe de l'Internacia Pedagogia Revuo (IPR) (Revue Pédagogique Internationale en espéranto) de 1994 à 2006. En 2001, elle fonde edukado.net, qui donne accès à des cours d'espéranto, et l'édite depuis. Membre de l'Académie d'espéranto depuis 2007, elle dirige la commission d'examen de l'Universala Esperanto-Asocio (UEA) depuis 2009.

## Distinctions
En 2008, le portail edukado.net est récompensé d'un titre "performance exceptionnelle". En 2009, elle reçoit le prix Ada Fighiera-Sikorska (du nom d'une espérantiste qui le fonda). En plus de son élection d'espérantiste de l'année 2010, elle se voit remettre le prix Esperanto-Kulturpremio de la fondation FAME et de la ville d'Allemagne d'Aalen en 2016. En 2018, le premion Deguĉi lui est attribué : il récompense son travail, sur plusieurs années, d'enseignement de l'espéranto. 

## Œuvre
- «Ĉu vi aŭdis, ke... ?» (en espéranto : As-tu/avez-vous entendu que... ?)
- Un livre en hommage à Andor Cseh
- Avec Beatrice Allée, elle écrit Poŝamiko (livre destiné aux personnes qui débutent sur Edukado.net).
- Une méthode d'espéranto.
- Stelsemantoj en la ora nordo (en espéranto, des semis d'étoiles dans le nord doré).
- Plusieurs articles dans des revues d'espéranto.

## Vie privée
Son mari, Sylvain Lelarge, et sa fille, Petra Smidéliusz, sont aussi espérantistes. Son fils Martin, né en 2001, parle quatre langues. 